# معالجة الأغذية

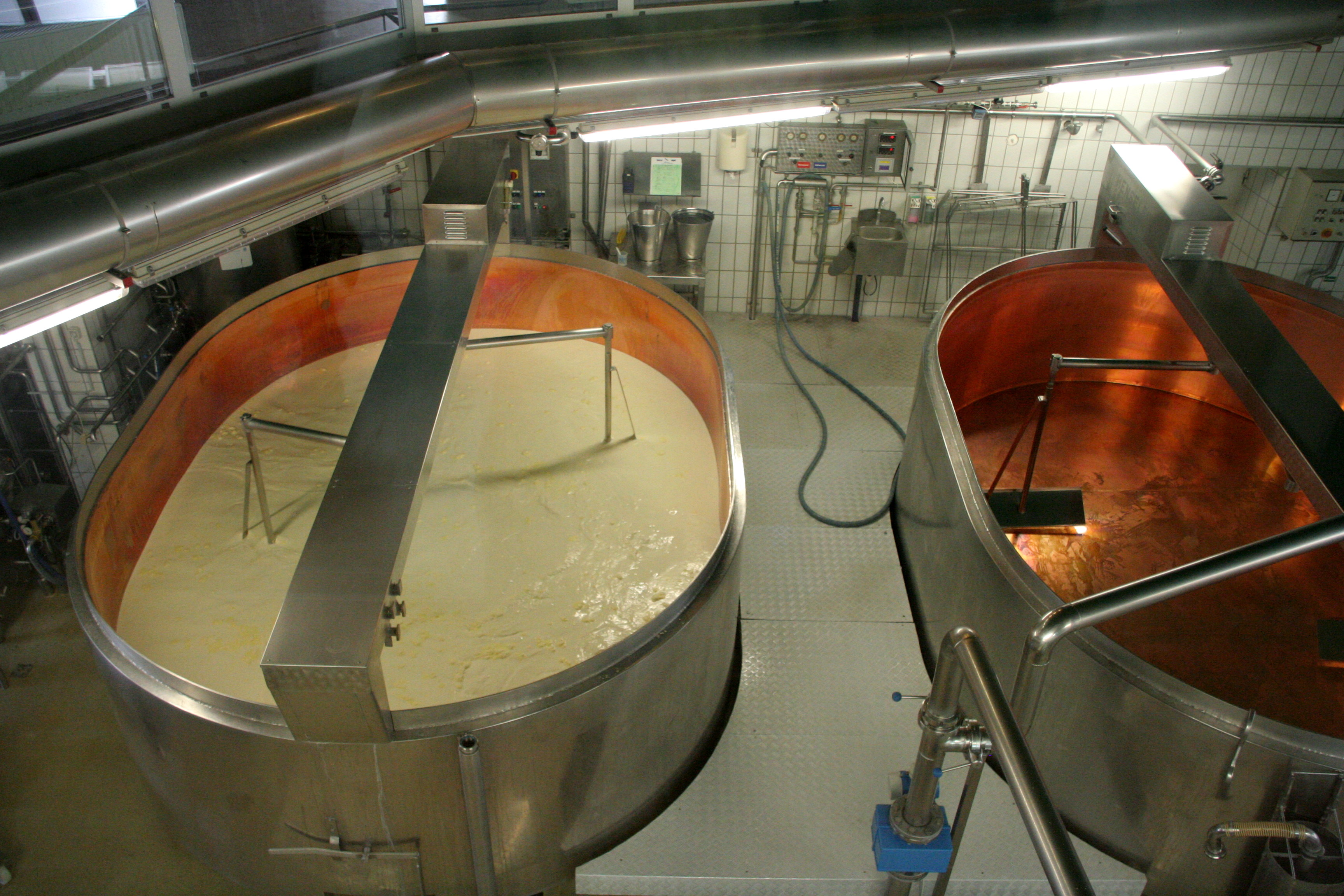

معالجة الأغذية: هو تحويل المنتجات الزراعية إلى طعام  أو من أحد اشكال الطعام إلى اشكال أخرى. وتشمل معالجة الاغذية اشكال متعددة من معالجة الاغذية، من طحن الحبوب لصنع الطحين الخام، إلى الطعام المنزلي ، إلى الطرق الصناعية المعقدة المستخدمة لصنع الاطعمة المجهزة.
إن المعالجة الاولية للأغذية ضرورية لجعل اغلب الاطعمة صالحة للأكل، ويتم تحويل الاطعمة الثانوية بمعالجة المكونات إلى اطعمة معروفة مثل الخبز.
تم انتقاد معالجة الاغذية الثلاثية لتسببها بفرط التغذية والسمنة، وذلك لاحتوائها على الكثير من السكريات  والاملاح، وقلة الالياف فيها، وعدا عن ذلك كونها غير صحية.

## التصنيفات

### معالجة الأغذية الأولية
تؤدي معالجة الاغذية الاولية إلى تحويل المنتجات الزراعية، مثل حبات القمح الخام أو الماشية، في النهاية إلى شيء يمكن اكله. وتشمل هذه الفئة المكونات التي أنتجت من خلال الطرق القديمة مثل التجفيف و الدرس و التنخيل و طحن الحبوب و تقشير المكسرات و ذبح الحيوانات  للحومها. وتشمل أيضا تخلية وتقطيع اللحوم، تجميد وتدخين الاسماك واللحوم، استخراج وتصفية الزيوت، تعليب الاغذية ، حفظ الاغذية بالأشعة المؤينة، تشميع البيض،  بالإضافة إلى مجانسة وبسترة الحليب.
يمكن ان تؤدي معالجة الاغذية الاولية إلى مشاكل تلوث و تلف تهدد الصحة العامة ، نتيجة لاستهلاكها بشكل كبير. ومع هذا، فان اشكال المعالجة العديدة تساهم في تحسين سلامة الاغذية واطالة مدة الصلاحية قبل ان تفسد. تستخدم معالجة الاغذية التجارية انظمة تحكم مثل تحليل المخاطر ونقاط التحكم الحرجة  (HACCP) و تحليل اسلوب الفشل و تأثيراته (FMEA) للتقليل من الضرر.

### معالجة الأغذية الثانوية
معالجة الاغذية الثانوية هي عملية يومية لإنتاج الطعام من المكونات الجاهزة للاستخدام. يعد خبز الخبز – بغض النظر إذا كان منزلي الصنع أو في المخابز الصغيرة – مثال على تصنيع الاغذية الثانوية. ان تخمير السمك و تصنيع النبيذ و البيرة و المنتجات الكحولية الأخرى اشكال تقليدية من معالجة الاغذية الثانوية. وتعتبر النقانق من اشكال تصنيع الاغذية المعروفة بطحن اللحوم التي خضعت لمعالجة اولية.

### معالجة الأغذية الثلاثية
المعالجة الغذائية الثلاثية هي منتجات تجارية والمعروفة بالأغذية المصنعة ، وهي وجبات جاهزة للأكل أو للتسخين والتقديم مثل الوجبات الجاهزة  و وجبات شركات الطيران المعاد تسخينها.

## التاريخ
يعود تاريخ معالجة الاغذية إلى عصور ما  قبل التاريخ، عندما ادرجت المعالجة الخام: تخمير، التجفيف بالشمس، الحفط بالملح ، وأنواع متنوعة من الطهي مثل التحميص والتدخين والتبخير والخبز. وتضمنت معالجة الأغذية الأساسية تغييرات كيميائية إنزيمية في البنية الأساسية للغذاء في شكله الطبيعي، كما ساعدت في بناء حاجز ضد النشاط الميكروبي السطحي الذي يتسبب في التلف السريع. وكان الحفظ بالتمليح معروفا خاصة في الاطعمة التي تشكل اطعمة المحاربين والبحارة حتى اختراع طرق التعليب . ويمكن العثور على ادلة لوجود مثل هذه الطرق في الكتابات الاغريقية القديمة و الكلدانية و المصرية و الحضارة الرومانية ، بالإضافة إلى ادلة اثرية من أوروبا وأمريكا الشمالية واسيا. وظلت تقنيات المعالجة المختبرة والمجربة على حالها حتى حلول الثورة الصناعية .و يعود تاريخ الوجبات الجاهزة إلى ما قبل الثورة الصناعية وتتضمن اطباق مثل فطيرة كورنش  و هاجيز.  تم اعتبار هذه الاطعمة مصنعة في العصور القديمة واليوم في المجتمع الحديث.
تم تطوير تكنولوجيا معالجة الاغذية الحديثة في القرنين التاسع عشر والعشرين بشكل كبير لتلبية الاحتياجات العسكرية. وفي عام 1809، اخترع نيكولاس ابيرت تقنية التعليب المحكم والتي حفظت الاطعمة للقوات الفرنسية، وساهمت بشكل اساسي في تطوير التعليب، وبعد ذلك تعليب بيتر دوراند عام 1810. على الرغم من التكلفة العالية والخطرة إلى حد ما لاستخدام الرصاص في العلب، فان السلع المعلبة ستصبح فيما بعد اساسية حول العالم. وفي عام 1864، اكتشف لويس باستور البسترة التي حسنت جودة وسلامة الغذاء المحفوظ  وهيأ حفظ النبيذ والبيرة والحليب.
وفي القرن العشرين، ساهمت الحرب العالمية الثانية و سباق الفضاء و المجتمع الاستهلاكي المتزايد زيادة نمو الاغذية المعالجة مثل هذا التقدم، مثل التجفيف بالرش ، التبخير ، مركزات العصائر، التجميد الجاف ، ادخال المحليات الصناعية  و عناصر التلوين مثل بنزوات الصوديوم كمواد حافظة. وفي اواخر القرن العشرين، تم تطوير منتجات مثل الحساء الفوري المجفف، الفواكه والعصائر المعاد تشكيلها، ووجبات الطهي الذاتي مثل وجبة الغذاء الجاهزة (MRE). وبحلول القرن العشرين، أصبحت الاجهزة الالية مثل فرن الميكروويف ، الخلاط  و جهاز الخبز المنزلي الطريقة المعتمدة للطبخ المريح .
وشهدت أوروبا الغربية وشمال أمريكا في النصف الثاني من القرن العشرين زيادة سعي لتحقيق الراحة، فقد قامت شركات الاغذية الجاهزة بتسويق منتجاتهم بصورة خاصة للزوجات والامهات العاملات من الطبقة المتوسطة العاملة. لاقت الاغذية المجمدة (غالبا ما يعود الفضل فيها لكلارنس بيردزاي ) نجاحا في بيع مركزات العصائر و الوجبات الجاهزة . استخدمت العمليات القيمة المحفوظة للوقت لإغراء السكان ما بعد الحرب، وساهم الاغراء نفسه في نجاح الاغذية المريحة اليوم.

## المزايا والعيوب

### المزايا
تشمل مزايا حفظ الاغذية ازالة السموم، الحفظ، مهام التسويق السهل والتوزيع، وزيادة الاتساق الغذائي، بالإضافة إلى زيادة توافر الاغذية العديدة سنويا، ويتيح نقل الاغذية ذات التلف السريع لمسافات طويلة، وبتعطيل نشاط الكائنات الدقيقة المسببة للتلف والكائنات المسببة للأمراض يجعل العديد من أنواع الاطعمة امنة للأكل. لا وجود للمحلات التجارية الحديثة بدون تقنيات معالجة الاغذية الحديثة، والرحلات الطويلة لن تكون ممكنة.
عادة ما تكون الاطعمة المصنعة اقل عرضة للتلف المبكر مقارنة بالأطعمة الطازجة، وتكون أكثر ملائمة للنقل لمسافات طويلة من المصدر إلى المستهلك . وعندما تم تقديم هذه الاطعمة لأول مرة، ساعدت بعض الاغذية المصنعة على التخفيف من النقص الغذائي وتحسين تغذية السكان بصورة شاملة، حيث جعلت الكثير من الاغذية الجديدة متاحة للجماهير.
يمكن ان تقلل المعالجة من حدوث الامراض المنقولة بالغذاء، فالمواد الطازجة مثل المنتجات الطازجة والحم النيء أكثر عرضة لان تكون ملجا لكائنات دقيقة، مسببة لأمراض (مثل السالمونيلا) وقادرة على التسبب بأمراض خطيرة.
ان الأنظمة الاغذية الحديثة المتنوعة متاحة على نطاق واسع بسبب تصنيع الاغذية، والوصول إلى اطعمة أكثر غرابة بالإضافة إلى القضاء على الكثير من العمل الشاق يمنح اكلي الاغذية الحديثة امكانية وصول أسهل إلى مجموعة كبيرة ومتنوعة من الاغذية، التي لا يمكن لأسلافهم تصورها. وغالبا ما يؤدي إجراء المعالجة إلى تحسين مذاق الاطعمة بشكل كبير.
يعد الإنتاج الضخم للأغذية ارخص بكثير من الإنتاج الفردي للوجبات من مكونات خام، لذلك توجد امكانية ربح أكبر لمصنعي وموردي منتجات الاغذية المصنعة. وقد يرى الافراد الفائدة في الوقت المناسب لكن نادرا ما ترى اية فائدة في التكاليف المالية المباشرة في استخدام الاغذية المصنعة مقارنة بالإعداد المنزلي. لقد حررت الاطعمة المعالجة الناس من قدر كبير من الوقت الذي يقضونه في اعداد وطهي الاطعمة الغير معالجة  «الطبيعية». وتسمح الزيادة في الوقت للناس باختيار اسلوب حياة، والذي كان مسموحا به سابقا. يعمل البالغون في كثير من العائلات بعيدا عن المنزل، لذلك يتوفر القليل من الوقت لإعداد الطعام القائم على مكونات طازجة. وتوفر صناعة الطعام منتجات تلبي مختلف الاحتياجات، مثل: الوجبات الجاهزة التي يمكن تسخينها في فرن الميكروويف غضون دقائق. 
تحسن معالجة الاغذية الحديثة نوعية حياة الناس الذين يعانون من الحساسية، مرضى السكري، وغيرهم الذين لا يستطيعون استهلاك عناصر غذائية منتشرة. كما يمكن ان تضيف الاغذية المصنعة عناصر غذائية اضافية مثل الفيتامينات .

### العيوب
يمكن ان تقلل معالجة الاغذية من كثافتها الغذائية، فتعتمد كمية المواد الغذائية المفقودة على نوع الغذاء وطريقة المعالجة، على سيبل المثال تدمر الحرارة فيتامين سي، لذلك تحتوي الفواكه المعلبة كمية فيتامين سي  اقل من بدائلها الطازجة.
اجرت وزارة الزراعة الأمريكية (USDA ) دراسة حول الاحتفاظ بالمواد الغذائية عام 2004، وكونت جدول الأغذية  ومستويات التحضير والعناصر الغذائية.
تشير دراسة جديدة سلطت الضوء على اهمية البيئة الميكروبية الغنية في الامعاء لصحة الإنسان ان المعالجة الكثيرة للأغذية  (ليس تخمر الاغذية) يعرضها للخطر.
يمثل استخدام الاضافات الغذائية مصدر قلق اخر، وتختلف المخاطر الصحية لأي مادة مضافة من شخص إلى اخر، فعلى سبيل المثال استخدام السكر كمادة مضافة يعرض مرضى السكري للخطر. في الاتحاد الأوروبي ، وافقت هيئة سلامة الاغذية الأوروبية (EFSA) على استخدام الاضافات الغذائية (على سبيل المثال: المحليات، والمواد الحافظة، والمثبتات) بمستويات محددة في إنتاج الاغذية. وحصلت الاضافات المعتمدة على الرقم E (E لأوروبا)، لتسهيل تبادل المعلومات حول الاضافات الغذائية المتضمنة قائمة المكونات لجميع اللغات المختلفة التي يتم التحدث بها في الاتحاد الأوروبي (EU). وعندما يتم الاطلاع على تأثير الاضافات الكيميائية، تتم إجراء التغييرات على القوانين والممارسات التنظيمية لتصبح هذه الاغذية أكثر امانا.
عندما تكون معالجة الاغذية عملية ميكانيكية تستخدم معدات البثق، خلاط كبير، الطحن، التقطيع، والاستحلاب في عملية الإنتاج . تدخل هذه العمليات عددا من مخاطر التلوث، وهذه الملوثات هي بقايا مواد من عملية سابقة، سوائل اجسام حيوانية أو بشرية، كائنات حية دقيقة، وشظايا غير معدنية أو معدنية . ستؤدي المعالجة الاضافية لهذه الملوثات  في نهاية المطاف إلى فشل المعدات وخطر ابتلاع المستهلك، مثلا: بمرور الوقت، سيؤدي استخدام وعاء الخلط أو الطحن إلى ان تميل الاجزاء المعدنية التي تلامس الطعام إلى الضعف والكسر، وسيدخل هذا النوع من الخلل إلى مجرى الإنتاج الصغير إلى ملوثات معدنية كبيرة . وستؤدي المعالجة الاضافية لهذه الشظايا المعدنية إلى فشل المعدات وخطر اصابة المستهلك . تستخدم شركات تصنيع المواد الغذائية اجهزة كشف المعادن الصناعية لكشف وطرح أي شظايا معدنية تلقائيا . تستخدم معالجات الاغذية الكبيرة العديد من اجهزة الكشف عن المعادن في مجرى المعالجة، للتقليل من الضرر الذي قد يلحق بالمعدات المعالجة، إضافة إلى الخطرعلى صحة المستهلك .
ويحتوي التجهيز الغذائي على بعض الفوائد مثل جعل الطعام يدوم فترة أطول وجعل المنتجات أكثر ملائمة.   ومع ذلك، هناك عيوب للاعتماد الكبير على الاطعمة المصنعة . اما الاطعمة الكاملة والتي يتم معالجتها بشكل بسيط، مثل  الخضار المجمدة بدون صلصة، تميل لان تكون صحية أكثر . يمكن للطعام الغير صحي عالي الدهون والمضاف اليه السكر والملح، مثل الاطعمة عالية المعالجة، ان تزيد خطر الإصابة بالسرطان، السكري من النوع الثاني ، وامراض القلب وفقا لمنظمة الصحة العالمية .

## الصوديوم المضاف
احد المصادر الرئيسية للصوديوم هي الاطعمة المعالجة . يضاف الصوديوم لمنع التلف، لإضافة نكهة، ولتحسين بنية هذه الاطعمة . يستهلك الأمريكيون ما يعادل 3.436 ميلغرام من الصوديوم يوميا، وهو ما يفوق المعدل الموصى به للأشخاص الاصحاء وهو 2.300 ميلغرام من الصوديوم يوميا ويفوق ضعفي الحد المسموح به للأشخاص المعرضين لخطر امراض القلب .

## السكريات المضافة
في حين انك لا تحتاج للحد من السكريات الموجودة طبيعيا في الاطعمة الكاملة الغير معالجة مثل الفواكه الطازجة، يمكن ان يزيد تناول الكثير من السكر المضاف الموجود في الكثير من الاطعمة المعالجة من خطر امراض القلب، السمنة، التجاويف، والسكري من النوع الثاني . توصي جمعية القلب الأمريكية النساء بالحد من السكريات المضافة على ان لا تتجاوز 100 سعر حراري، أو 25 غرام، وللرجال بالحد من السكريات المضافة على ان لا تتجاوز 155 سعر حراري، أو حوالي 38.75 غرام يوميا . حاليا، يستهلك الأمريكيون مايعادل 355 سعر حراري من السكريات المضافة يوميا .

## الخسائر الغذائية
غالبا ما تتضمن معالجة الاغذية فقدا للعناصر الغذائية، الامر الذي يجعل تلبية احتياجاتك صعبا، إذا لم يتم إعادة إضافة العناصر الغذائية من خلال التحصين والاثراء . فعلى سبيل المثال، يمكن لاستخدام الحرارة العالية اثناء المعالجة ان تتسبب بفقد فيتامين سي . مثال اخر، الحبوب المكررة تحتوي على كمية اقل من الالياف، الفيتامينات، والمعادن مقارنة مع الحبوب الكاملة . ان تناول الحبوب المكررة الموجودة في الكثير من الاغذية المصنعة بدلا من الحبوب الكاملة، قد تزيد من خطر ارتفاع الكوليسترول ، السكري، والسمنة وفقا لدراسة نشرتها المجلة الأمريكية للتغذية السريرية في كانون الأول عام 2007 .  

## الدهون غير المشبعة
تحتوي الاطعمة التي خضعت للمعالجة بما فيها المخبوزات التجارية، الحلويات، السمن النباتي، البيتزا المجمدة،  بوشار الميكروويف، ومبيض القهوة في بعض الاحيان على الدهون غير المشبعة ، وهي أكثر أنواع الدهون غير الصحية، والتي قد تزيد من خطر ارتفاع الكوليسترول، امراض القلب، والسكتة الدماغية. توصي المبادئ التوجيهية الغذائية لعام 2010 الأمريكيين بالحفاظ على كمية الدهون غير المشبعة المتناولة بأدنى مستوى ممكن.

## العيوب المحتملة الأخرى
قد تحتاج الاغذية المصنعة فعليا إلى طاقة اقل لهضمها من الاغذية الكاملة ، وفقا لدراسة نشرت في «مجلة ابحاث التغذية والغذاء» عام 2010، مما يعني انك تحتفظ بكمية سعرات حرارية أكبر مما تحتويها . وتميل الاغذية المعالجة إلى ان تكون مسببة للحساسية أكثر من الاغذية الكاملة ، وفقا لمقالة بعنوان «الراي الحالي في الحساسية والمناعة السريرية» في حزيران 2004.
على الرغم من ان المواد الحافظة والمواد المضافة الأخرى المستخدمة في الكثير من الاغذية المصنعة تعتبر امنة بشكل عام ، الا ان بعضها قد يسبب المشاكل لبعض الافراد بما فيها الكبريتيت ، المحليات الصناعية ، الملونات والمنكهات الصناعية ، نترات الصوديوم ، بوتيل هيدروكسي الأنيسول (BHA) وبوتيل هيدروكسي تولوين (BHT)، اوليسترا ، الكافيين ، والغلوتامات أحادية الصوديوم.

## معاملات الاداء لتجهيز الاغذية
عند تصميم العمليات لصناعة الاغذية ، يمكن أخذ معاملات الاداء التالية بعين الاعتبار :
- النظافة، وعلى سبيل المثال تقاس عدد الكائنات الدقيقة في كل مل من المنتج النهائي.
- كفاءة الطاقة، وعلى سبيل المثال يقاس طن من البخار لكل طن من السكر المنتج.
- التقليل من النفايات ، وعلى سبيل المثال يقاس بالنسبة المئوية  للفاقد من التقشير خلال تقشير البطاطا.
- العمالة المستخدمة، وعلى سبيل المثال تقاس عدد ساعات العمل لكل طن من المنتج النهائي.
- التقليل من وقفات التنظيف، وعلى سبيل المثال تقاس عدد الساعات بين وقفات التنظيف.

## الاتجاهات في معالجة الاغذية الحديثة

### النظافة
اقرار معايير تطبيق صارمة من الصناعة والحكومة للتقليل من احتمالية المخاطرة والمجازفة . المعيار الدولي المعتمد هو نظام تحليل المخاطر ونقاط التحكم الحرجة (HACCP ).

### الكفاءة
- يؤدي ارتفاع تكاليف الطاقة إلى زيادة استخدام تكنولوجيا توفير الطاقة ، مثل محولات التردد على المحركات الكهربائية ، والعزل الحراري لمباني المصنع واوعية التدفئة ، انظمة استعادة الطاقة ، والحفاظ على سمكة واحدة مجمدة على طول الطريق من الصين إلى سويسرا .
- تقلل انظمة التشغيل الالي للمصنع (غالبا أنظمة التحكم الموزعة ) تكاليف الموظفين وقد تؤدي إلى نتائج انتاجية أكثر استقرارا .

## الصناعات
- التعليب
- معالجة السمك
- مصانع تغليف المواد الاغذية
- الاداء الصناعي
- مصنع تعليب اللحوم
- المسلخ
- تصنيع السكر